# کنار دریا (فیلم ۲۰۱۵)
کنار دریا (به انگلیسی: By the Sea) فیلمی رمانتیک درام آمریکایی به نویسندگی و کارگردانی آنجلینا جولی محصول سال ۲۰۱۵ است. این فیلم همچنین به تهیه‌کنندگی و نقش‌آفرینی آنجلینا جولی و همسر سابقش برد پیت می‌باشد. کنار دریا توسط یونیورسال استودیوز در ۱۳ نوامبر ۲۰۱۵ به نمایش درآمد.

## داستان
داستان این فیلم درباره رابطه‌ای است که از مسیر خودش خارج شده و مقاومت عشق تلاش این دو را برای بازگشت سلامت به این رابطه در پی دارد.
در دهه ۱۹۷۰ یک نویسنده آمریکایی (برد پیت) که با همسرش (آنجلینا جولی) در حالی که زندگی مشترکشان به مرزهای بحران رسیده، به کنار دریایی زیبا و ساکت می‌روند.

## بازیگران
- برد پیت (رولاند)
- آنجلینا جولی (ونیسا)
- ملانی لوران (لیا)
- نیلز آرستراپ (میشل)
- ریشار بورینژه (پاتریک)
- ملویل پوپو